# Vzorkovnice BCHL I a BCHL II
Vzorkovnice BCHL I a BCHL II sloužily pro školení obyvatelstva a rovněž pro kontrolu a výcvik s detekčními prostředky. Při školení šlo zejména o to, aby lidé věděli jak jednotlivé bojové chemické látky vypadají, jaké mají skupenství a jak případně zapáchají, takže v případě války při výskytu některého známého zápachu nemělo význam čekat na hlášení z vyšších orgánů a obyvatelstvo mělo za úkol samo ihned provádět ochranná opatření. Tímto způsobem bylo možné zajistit ochranu obyvatelstva též v malých obcích, kde z ekonomických důvodů nebylo možné instalovat hlásiče protichemické ochrany či vyčlenit stálé protichemické hlídky.

## Vzorkovnice BCHL I
Tyto vzorkovnice byly vyráběny ve dvou verzích: Vzorkovnice BCHL I/1938 a Vzorkovnice BCHL I /1959.

### Vzorkovnice BCHL I/1938

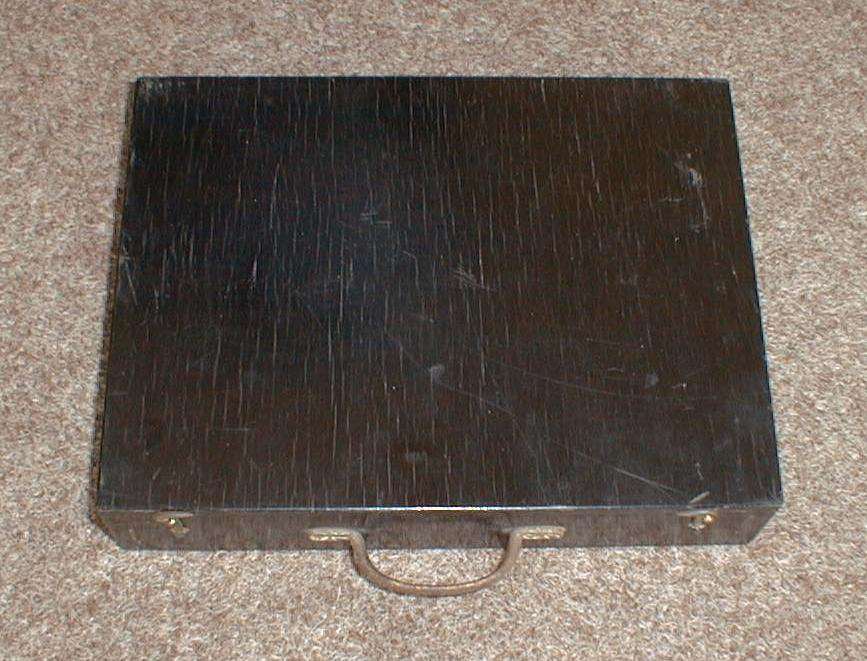
Vzorkovnice BCHL I/1938

Tato souprava byla vyráběna již v roce 1938 v podniku Chema a.s. Olomouc – Lutín v rámci přípravy na obranu republiky. Z hlediska bezpečnosti vzorkovnice představuje nebezpečí, neboť obsahuje koncentrované, převážně dráždivé bojové chemické látky, které i přes své stáří cca 60 let jsou stále účinné. Podle výrobce souprava obsahuje též gama-lewisit, který není akutně toxický jako alfa-lewisit, ale podle Úmluvy o zákazu chemických zbraní je zařazen do Seznamu 1 této úmluvy. Souprava sloužila k předvádění vzhledu a zápachu bojových otravných látek vyráběných do roku 1938.
Popis soupravy :

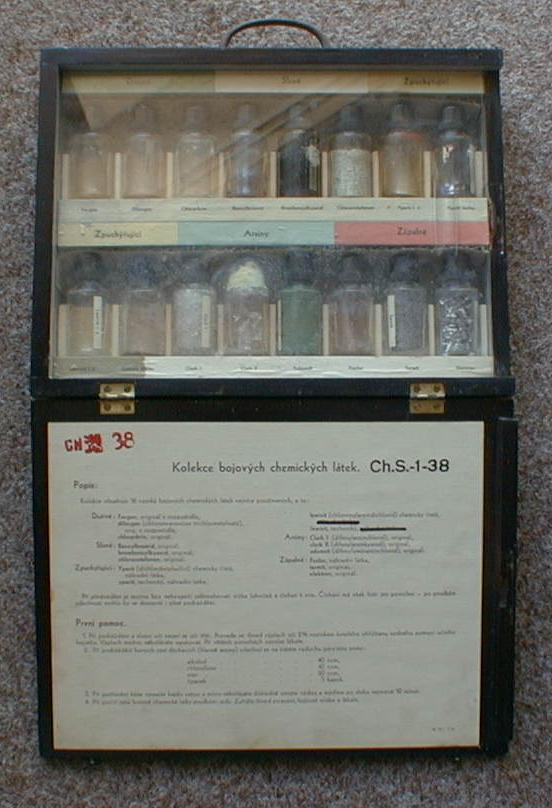
Vzorkovnice BCHL I/1938 otevřená

Jedná se o černou dřevěnou bedýnku o rozměrech 273 × 208 × 53 mm a o hmotnosti 1865 g. Na bedýnce není zvenčí žádný nápis ani upozornění. Na horní straně je opatřena kovovým nesklopným držadlem, z boku je opatřena zapuštěným zámkem na uzamknutí soupravy. Po otevření soupravy jsou uvnitř za skleněným okénkem dvě řady po 8 kusech šroubovacích lahviček s otravnými látkami. Na vnitřní straně víka je nalepen seznam látek v soupravě, včetně upozornění.
Obsah soupravy :
Kolekce obsahuje 16 vzorků nejvíce používaných bojových chemických látek odpovídající datu výroby (1938).
- chloracetofenon - skutečná látka
- benzylbromid - skutečná látka
- brombenzylkyanid - skutečná látka

- Clark I (difenylarsinchlorid) - skutečná látka
- Clark II (difenylarsinkyanid) - skutečná látka
- Adamsit (difenylaminarsinchlorid) - skutečná látka

- chlor (použit chloramin, ze kterého se chlor samovolně uvolňuje)
- fosgen - skutečná látka v rozpouštědle
- difosgen (chloromravenčan trichlormethylnatý) - skutečná látka v rozpouštědle
- chlorpikrin - skutečná látka
- yperit (dichlordiethylsulfid) - náhradní látka
- lewisit (chlorvinylarsindichlorid) – použit terciární lewisit (trichlortrivinylarsin), fyziologicky neúčinný

- kyanovodík - skutečná látka v rozpouštědle

- fosfor	 - náhražka
- termit - skutečná látka
- elektron - skutečná látka

### Vzorkovnice BCHL I/1959

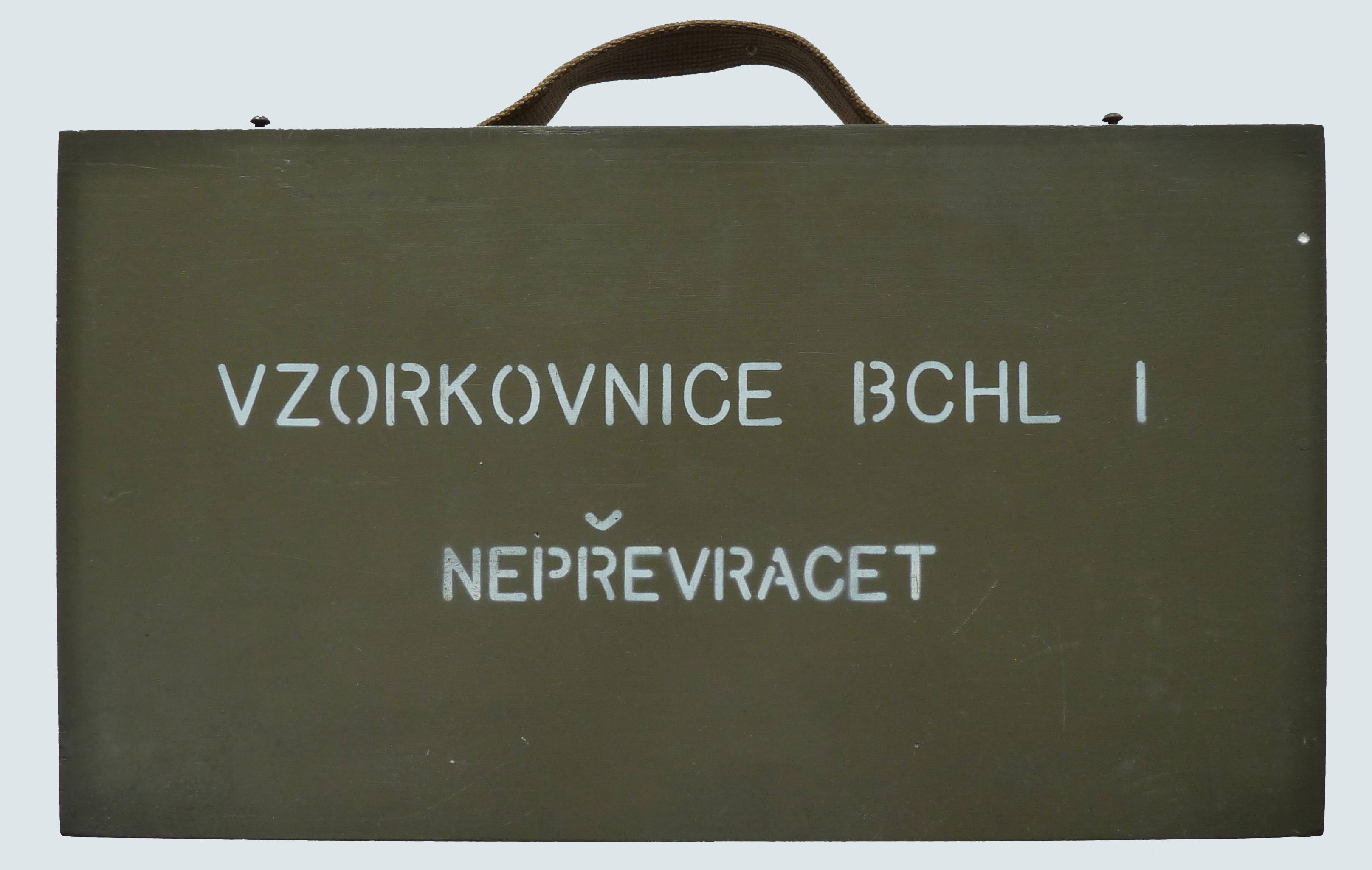
Vzorkovnice BCHL I

Tato souprava nahrazuje soupravu BCHL-I Chema/1938.
Z hlediska bezpečnosti nepředstavuje nebezpečí, neboť obsahuje pouze náhražky bojových chemických látek, kromě zápalných látek, které jsou pravé. Souprava sloužila k předvádění vzhledu bojových otravných látek vyráběných do roku 1959, proto tam například chybí látky typu V.
Popis soupravy :

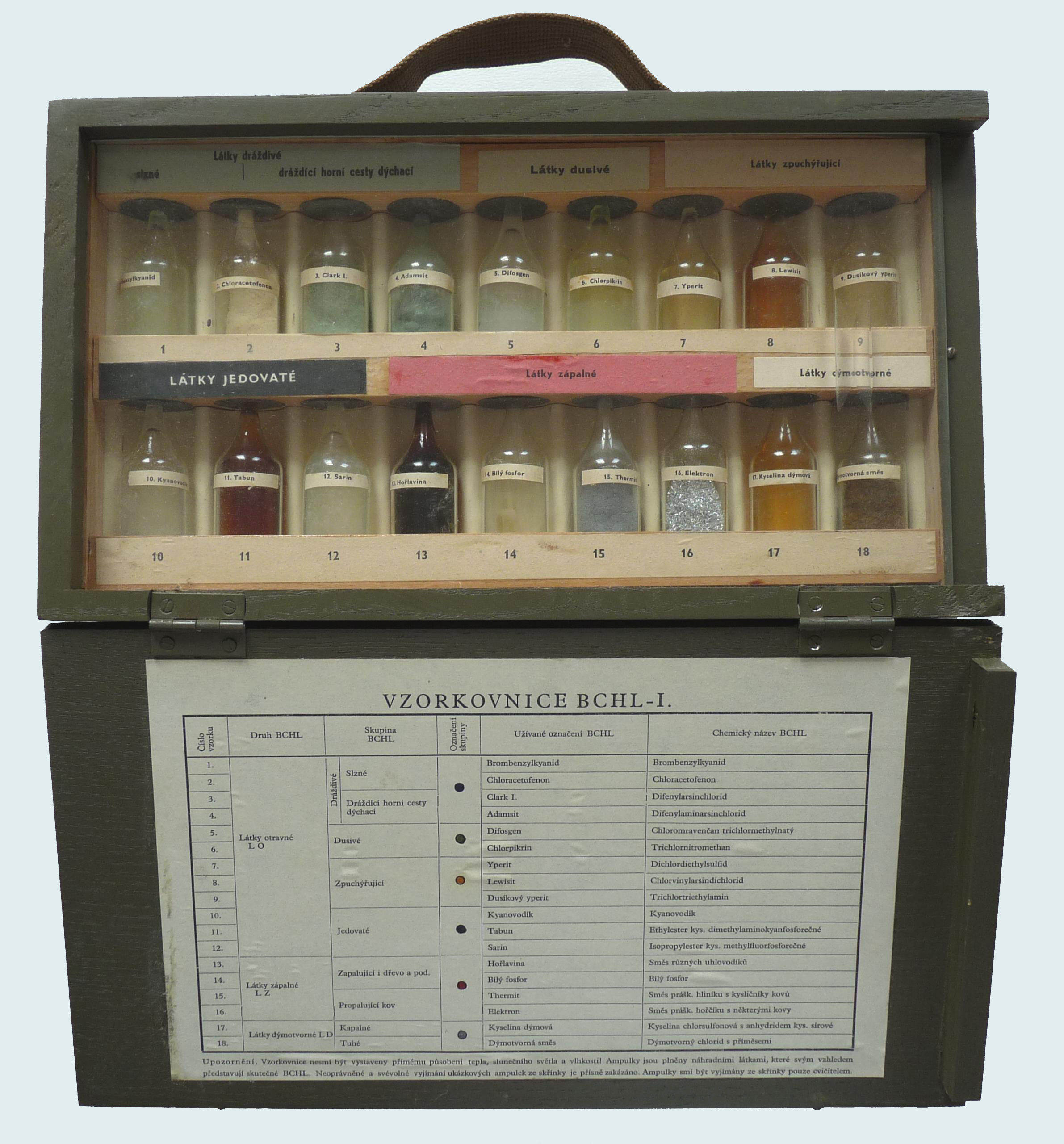
Vzorkovnice BCHL I otevřená

Jedná se o zelenou dřevěnou bedýnku o rozměrech 310 × 170 × 70 mm a o hmotnosti 2027 g. Na bedýnce je na čelní straně nápis „VZORKOVNICE BCHL-I NEPŘEVRACET“. Na horní straně je opatřena koženým či textilním držadlem (dle druhu soupravy) a dvěma háčky pro uzavření soupravy. Po otevření soupravy jsou uvnitř za skleněným okénkem dvě řady skleněných zatavených ampulek s imitacemi otravných látek a skutečnými zápalnými látkami. Na vnitřní straně víka je nalepen seznam látek.
Obsah soupravy :

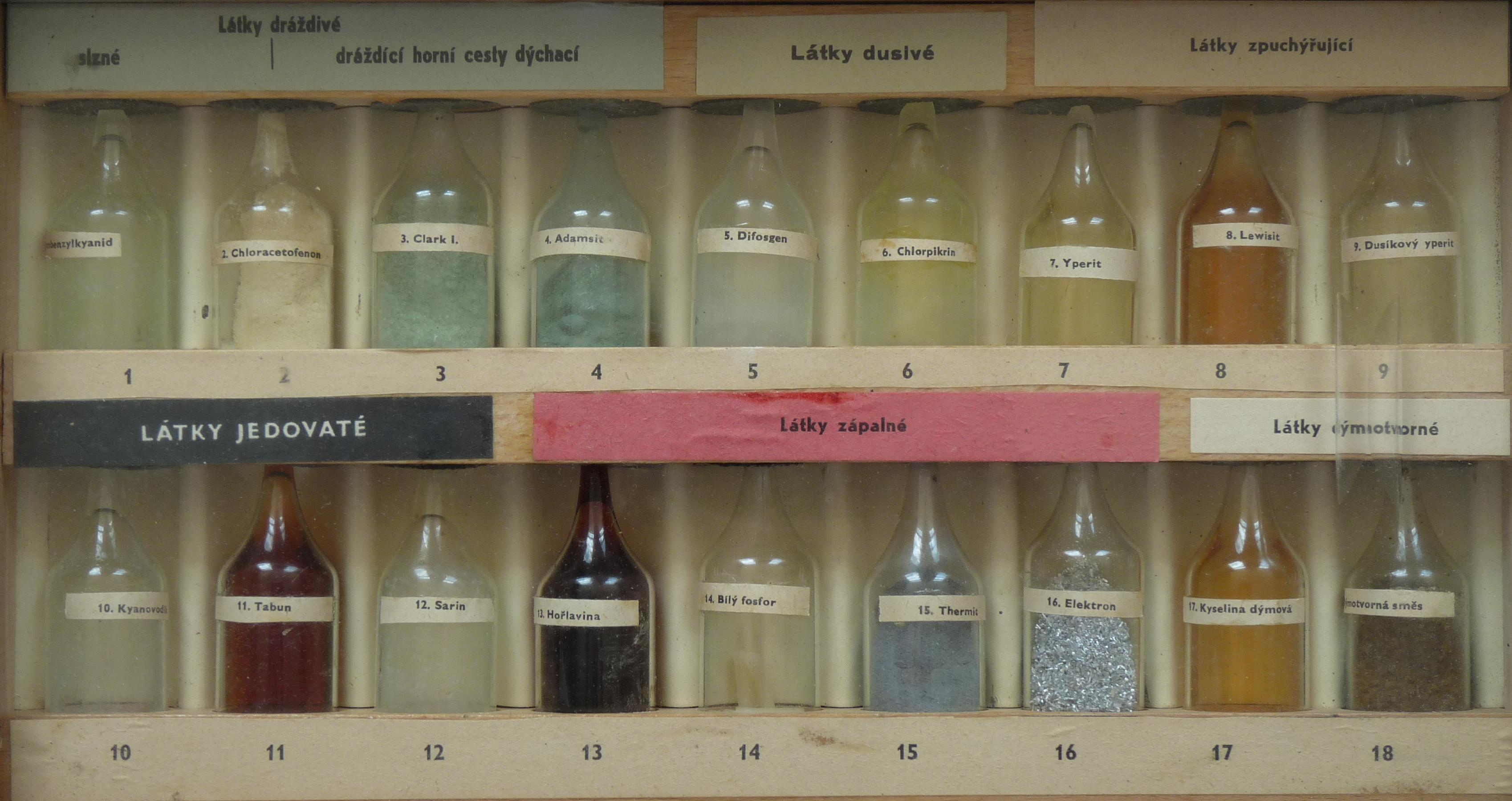
Vzorkovnice BCHL I obsah soupravy

Kolekce obsahuje 18. či méně (dle druhu) imitací nejvíce používaných bojových chemických látek odpovídající datu výroby (1959).
- Ampulka č.1	Brombenzylkyanid - roztok dichromanu draselného a potravinářského kuléru
- Ampulka č.2	Chloracetofenon - chlorid amonný
- Ampulka č.3	Clark I - síran železnatý (zelená skalice)
- Ampulka č.4	Adamsit - malířská zeleň
- Ampulka č.5	Difosgen - destilovaná voda
- Ampulka č.6	Chlorpikrin - roztok dichromanu draselného a potravinářského kuléru
- Ampulka č.7	Yperit - roztok potravinářského kuléru
- Ampulka č.8	Lewisit - roztok potravinářského kuléru
- Ampulka č.9	N-Yperit - roztok methyloranže a fenolu ve vodě
- Ampulka č.10	Kyanovodík - destilovaná voda
- Ampulka č.11	Tabun - roztok potravinářského kuléru
- Ampulka č.12	Sarin -	roztok dichromanu draselného a potravinářského kuléru
- Ampulka č.13	Hořlavina - hořlavina do plamenometu
- Ampulka č.14	Bílý fosfor - parafín
- Ampulka č.15	Termit - termit
- Ampulka č.16	Elektron - elektron strouhaný
- Ampulka č.17	Kyselina dýmová - roztok potravinářského kuléru
- Ampulka č.18	Dýmotvorná směs - písek a olej

Přestože vzorkovnice BCHL-I/1959 neobsahuje toxické látky, ale pouze jejich imitace, nelze ji zlikvidovat pouhým rozbitím ampulek a vylitím obsahu. Některé ampulky obsahují látky, které mohou poškodit životní prostředí.

## Vzorkovnice BCHL II/1959

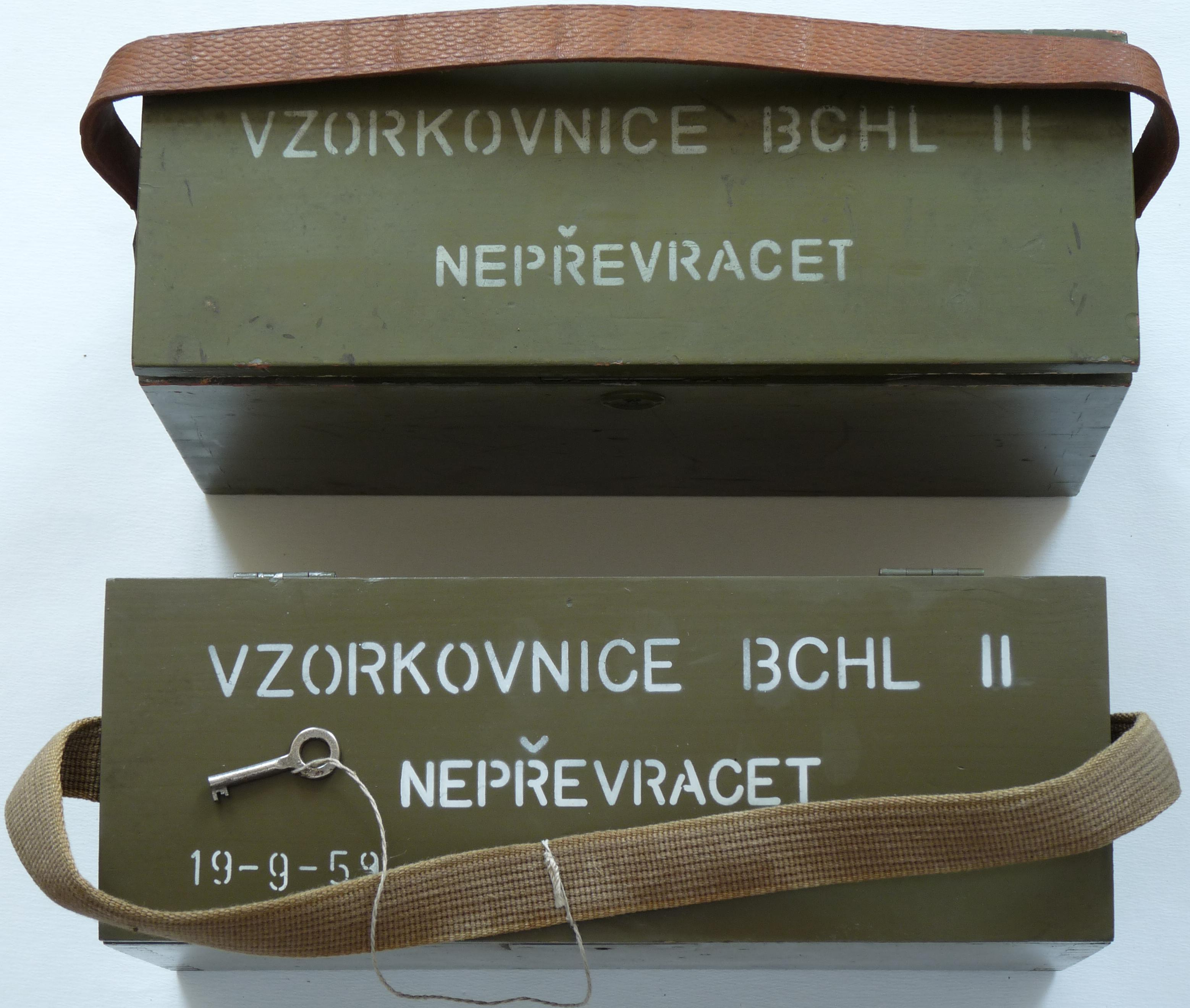
Vzorkovnice BCHL II

Tato souprava nahrazuje soupravu BCHL-I Chema/1938 při výcviku protichemických opatření a při školení obyvatelstva. Vzhledem k požadavkům na vyšší bezpečnost neobsahují jednotlivé lahvičky tekutou substanci jako takovou, ale příslušné chemikálie jsou nasorbované na granulovaném inertním sorbetu (drcená cihla). Proti vysypání je v hrdle chomáček skelné vaty. Tímto opatřením se dosáhlo toho, že je možné si ověřit zápach jednotlivých bojových chemických látek eventuálně, ověřovat chemické průkazníky, ale vlastní možnost poškození zdraví je minimální. Množství otravných látek v jedné ampulce je pro účely evidence v rámci Úmluvy pro kontrolu zákazu chemických zbraní 0,1 g.
Z hlediska bezpečnosti nepředstavuje vážné akutní nebezpečí, tedy při dodržení všech bezpečnostních předpisů (zákaz vysypávání hlinky, dotýkání se hlinky nechráněnou pokožkou apod.) nemůže dojít k vážnějšímu poškození zdraví. Je třeba si uvědomit, že vzorkovnice BCHL II obsahuje skutečné bojové chemické látky. Pozitivním faktem je to, že souprava neobsahuje nervově paralytické látky.
Popis soupravy :

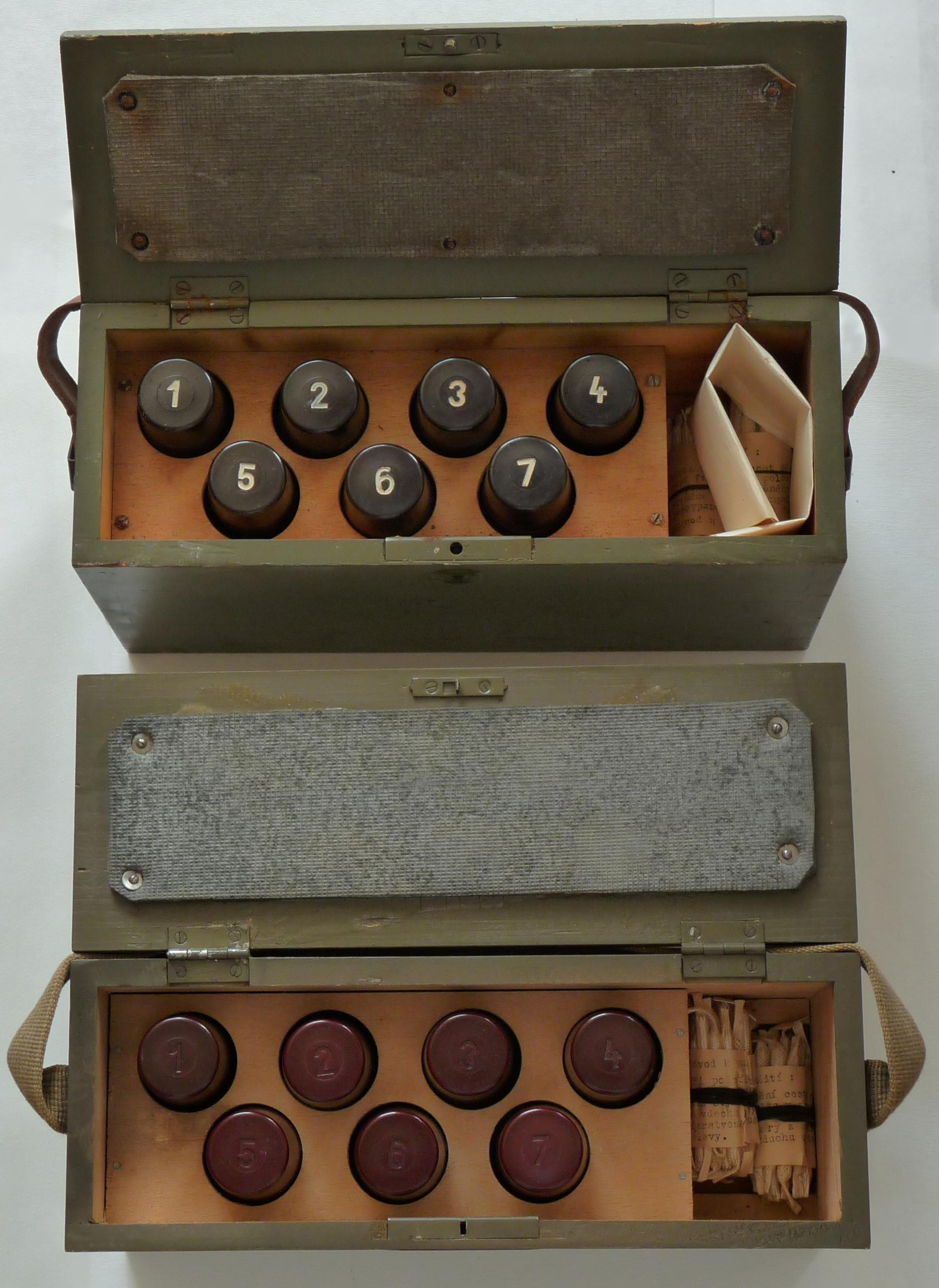
Vzorkovnice BCHL II otevřená

Jedná se o zelenou dřevěnou uzamykatelnou bedýnku o rozměrech 290 × 105 × 168 mm a o hmotnosti 2520 g. Na bedýnce je na horním odklopném víku nápis „VZORKOVNICE BCHL-II NEPŘEVRACET“. Je opatřena textilním či koženým popruhem, na kterém je uvázán klíček. Po otevření soupravy je vidět 7 bakelitových tubusů umístěných ve stojanu připevněném k bedýnce. Po straně je volný prostor, kde jsou uloženy dva svazky s 10 malými čichacími ampulkami pro případ první pomoci při podráždění dýchacích cest. Bakelitový tubus má šroubové dno i víko a bývá různého zbarvení (černý, červený, žlutočervený). Víko je při pohledu shora opatřeno pořadovým číslem vzorkovnice, dno vedle pořadového čísla vzorkovnice obsahuje též název látky. Po odšroubování horního bakelitového víka tubusu se objeví hrdlo skleněné lahvičky se zabroušenou skleněnou zátkou. Skleněná lahvička má objem 10 ml a vyznačuje se velmi silným dnem (3 cm), které má za úkol zabránit rozbití lahvičky při pádu. Vnější rozměry lahvičky: průměr 24 mm, délka 112 mm se zátkou 135 mm. Hmotnost 80 g. Lahvička obsahuje granulovaný sorbent v množství 10 ml, tj. 5 g. Vnější rozměry bakelitového tubusu jsou: průměr 35 mm, délka 140 mm a hmotnost 90 g.
Obsah soupravy :
Kolekce obsahuje 7 bakelitových tubusů se skleněnou vzorkovnicí uvnitř.
- Ampulka č.1 Clark I - Ampulka neobsahuje sorbent, neboť Clark I (0,5 g) je pevná látka. Vzhledem ke stáří je již ze značné části rozložen.
- Ampulka č.2 Difosgen - Ampulka obsahuje difosgen (0,2 ml) napuštěný ve hlince.
- Ampulka č.3 Chlorpikrin - Ampulka obsahuje chlorpikrin (0,5 ml) napuštěný ve hlince.
- Ampulka č.4 Yperit - Ampulka obsahuje sírový yperit (0,5 ml) napuštěný ve hlince. V později vyráběných soupravách byl nahrazen umělým netoxickým hořčičným olejem-diallylsulfidem.
- Ampulka č.5 Lewisit - Ampulka obsahuje gama-Lewisit (0,5 ml), popřípadě směs technického lewisitu s 0,5 ml 0,1 M NaOH napuštěné ve hlince. Gama-Lewisit má menší toxicitou.
- Ampulka č.6 Kyanovodík - Ampulka obsahuje nitrobenzen (0,5 ml) napuštěný ve hlince. Kyanovodík zde nebyl použit, jelikož by vytěkal nebo zreagoval s hlinkou.
- Ampulka č.7 Bez označení - Ampulka obsahuje samotný sorbent (4,5 g). Byla v soupravě zařazena pro případ objevu nové látky s charakteristickým zápachem.

## Vzorkovnice odmořovacích látek – A

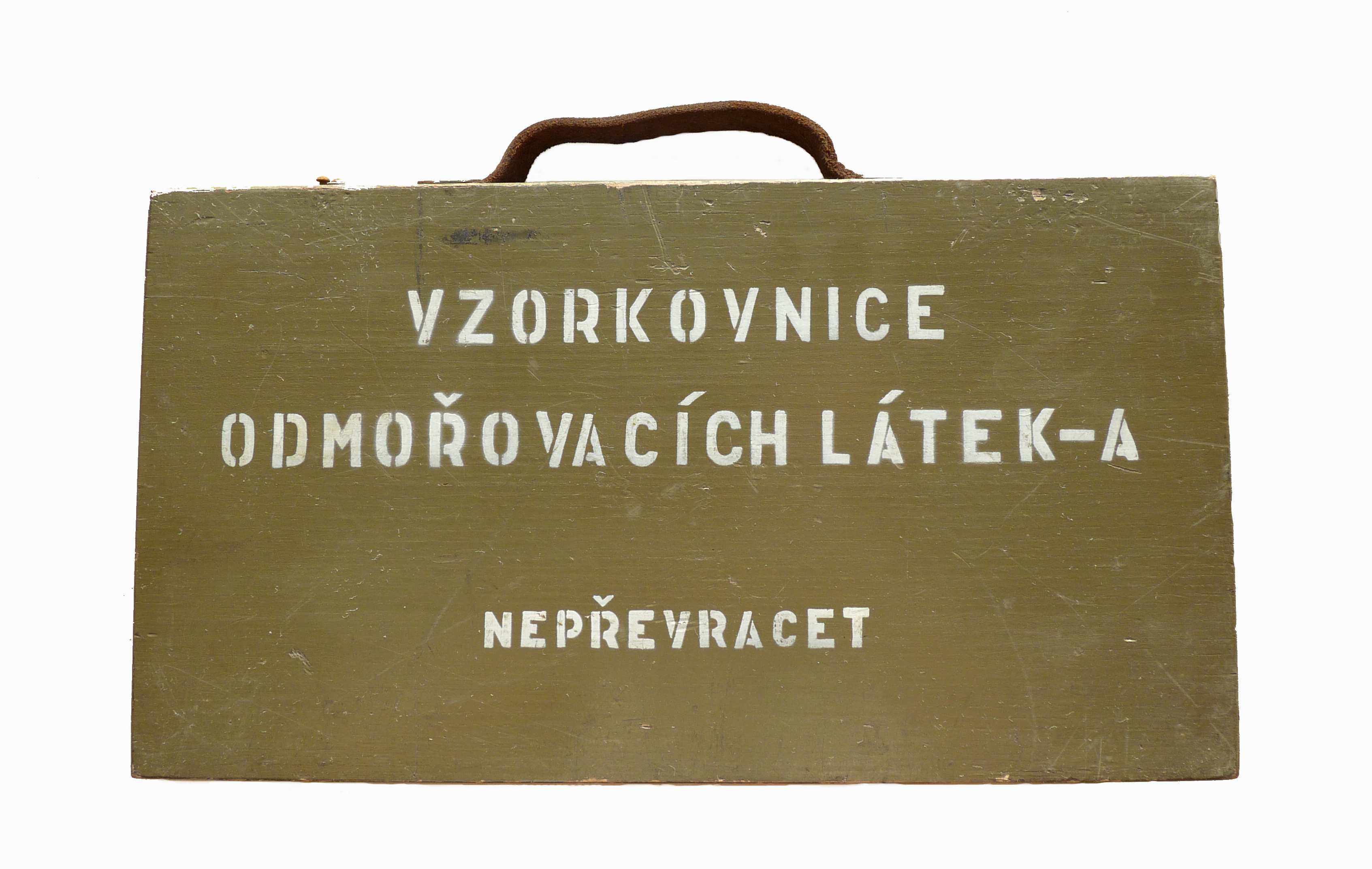
Vzorkovnice odmořovacích látek

Jedná se o soupravu podobnou jako je BCHL I/1959 s tím rozdílem, že neobsahuje imitace bojových chemických látek, ale vzorky látek vhodné pro odmořování bojových chemických látek. Z hlediska bezpečnosti nepředstavuje vážnější nebezpečí, i když při neodborné manipulaci může dojít k samovolné explozi některých ampulí vlivem rozkladu pevných látek (chloraminy, chlornany).
Popis soupravy :

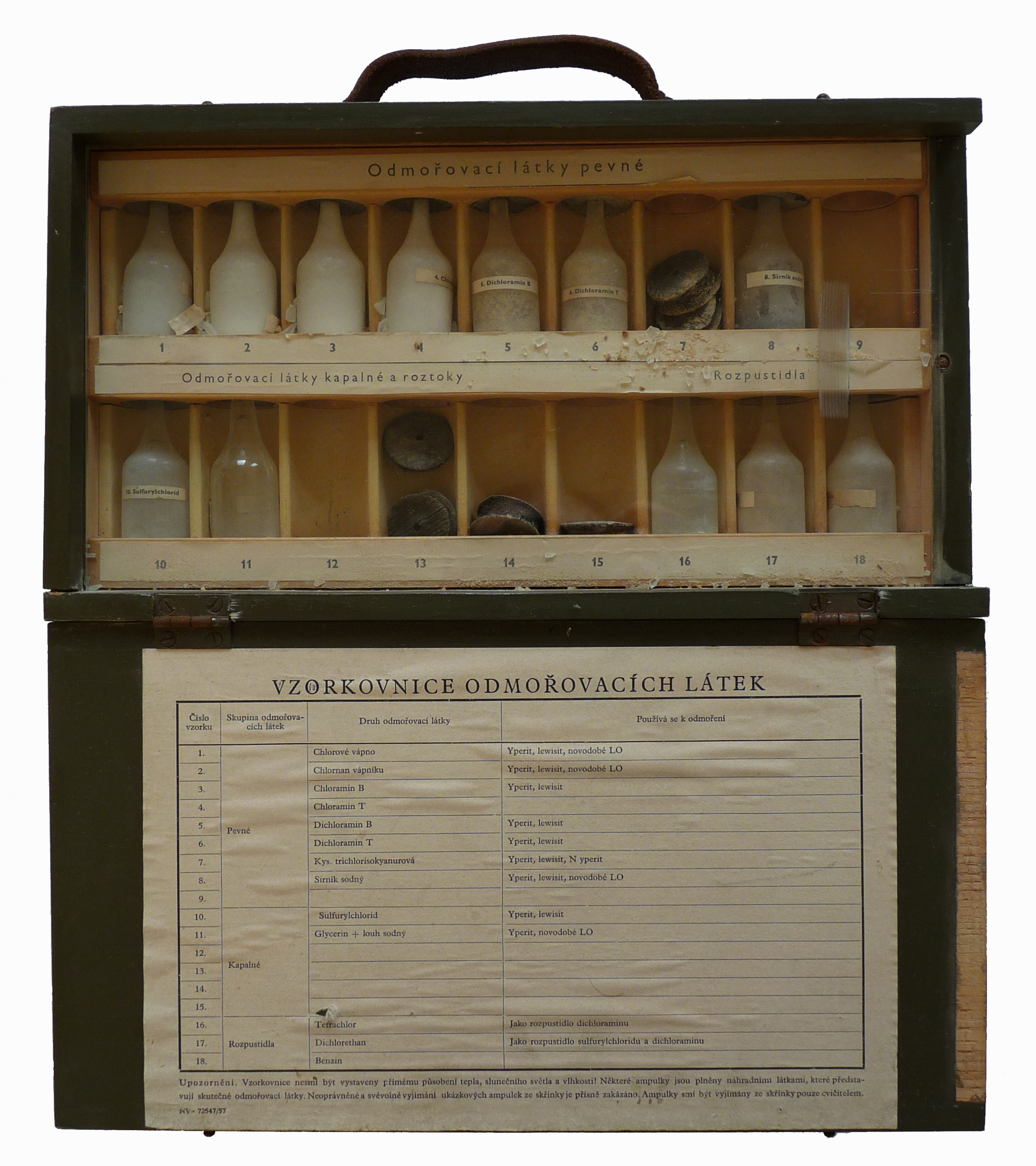
Vzorkovnice odmořovacích látek otevřená

Jedná se o zelenou dřevěnou bedýnku o rozměrech 310 × 170 × 67 mm. Na bedýnce je na čelní straně nápis „VZORKOVNICE ODMOŘOVACÍCH LÁTEK–A, NEPŘEVRACET“. Na horní straně je opatřena koženým držadlem a dvěma háčky pro uzavření soupravy. Po otevření soupravy jsou uvnitř za skleněným okénkem dvě řady skleněných zatavených ampulek se vzorky odmořovacích látek. Na vnitřní straně víka je nalepen seznam látek.
Obsah soupravy :
Kolekce obsahuje 18 ampulek uložených ve dvou řadách.
- Ampulka č.1 Chlorové vápno
- Ampulka č.2 Chlornan vápenatý
- Ampulka č.3 Chloramin B
- Ampulka č.4 Chloramin T
- Ampulka č.5 Dichloramin B
- Ampulka č.6 Dichloramin T
- Ampulka č.7 Kyselina trichlorisokyanurová
- Ampulka č.8 Sirník sodný
- Ampulka č.9 Prázdná
- Ampulka č.10 Sulfurylchlorid
- Ampulka č.11 Glycerin + hydroxid sodný
- Ampulka č.12 Prázdná
- Ampulka č.13 Prázdná
- Ampulka č.14 Prázdná
- Ampulka č.15 Prázdná
- Ampulka č.16 Tetrachlormethan
- Ampulka č.17 Dichlorethan
- Ampulka č.18 Benzín

## Co dělat v případě nálezu
Při nálezu těchto souprav není nutné propadat panice, na druhé straně není možné určité nebezpečí podceňovat a bagatelizovat. Dále je nutné si uvědomit, že Česká republika podepsala Úmluvu o zákazu chemických zbraní a z podpisu této Úmluvy vyplývají určité povinnosti, které jsou uvedeny v zákoně č. 19/1997 Sb. zákon o některých opatřeních souvisejících se zákazem chemických zbraní….
V případě nálezu civilní osobou je nutné kontaktovat Hasičský záchranný sbor ČR, případně Policii ČR. V případě nálezu Policií ČR, případně jednotkami požární ochrany, postupovat podle Pokynu č. 46. generálního ředitele Hasičského záchranného sboru České republiky a náměstka ministra vnitra ze dne 12. listopadu 2001, kterým se stanoví postup činnosti HZS ČR při oznámení, nálezu nebo důvodném podezření z nálezu chemických zbraní nebo vysoce nebezpečných chemických látek podléhajících režimu zákona č. 19/1997 Sb., ve znění zákona č. 249/2000 Sb.
Hasičský záchranný sbor ČR disponuje 5 chemickými laboratořemi, které jsou pověřeny odborným zajištěním výše uvedených vzorkovnic a mají tudíž licenci k zacházení s vysoce toxickými látkami podle Úmluvy o zákazu chemických zbraní.

## Kontakty na jednotlivé laboratoře HZS ČR
- Královéhradecký a Pardubický kraj: Institut ochrany obyvatelstva Lázně Bohdaneč, Na Lužci 204, 533 41 Lázně Bohdaneč, tel. 950 580 111, http://www.ioolb.cz
- Plzeňský, Karlovarský a Ústecký kraj: ŠS Třemošná Ku staré cihelně, 330 11 Třemošná, tel. 950 320 111, http://www.chl.hzspk.cz/ Archivováno 6. 1. 2010 na Wayback Machine.
- Jihočeský, Středočeský, Liberecký Kraj a Hlavní město Praha: ŠS Kamenice Korunní 2, 251 68 Kamenice tel. 950 860 117
- Jihomoravský kraj, Kraj Vysočina, Jihočeský kraj - okres Jindřichův Hradec : ŠS Tišnov, Cihlářská 1, 666 03 Tišnov, tel. 950 620 627, http://www.firebrno.cz/tisnov
- Moravskoslezský, Zlínský a Olomoucký kraj : ŠS Frenštát pod Radhoštěm Poštovní schránka 18, 744 01 Frenštát pod Radhoštěm, tel. 950 729 101